# Gwara małorekańska
Gwara małorekańska (mac. малорекански говор, галички говор) – gwara macedońska należąca do grupy peryferyjnych gwar zachodniomacedońskich.

## Cechy językowe
Do cech fonetycznych gwary małorekańskiej należą:
- prasłowiańska samogłoska nosowa *ǫ dała o, np. roka, pot < psł. *rǫka, *pǫtь[1], co mocno odróżnia gwarę małorekańską od pozostałych gwar macedońskich[3], jedynie w końcówkach fleksyjnych jest a, np. bera, padnal, nea[4],
- na miejscu typowych zachodniomacedońskich form typu snăga, znăm są snoga, znom[5],
- prasłowiańskie *ť i *ď dały ḱ i ǵ, jak w języku literackim,
- sonanty *r̥ i *l̥ są kontynuowane przez sonanty, np. dr̥vo, pr̥sti, vl̥k, vl̥na, sl̥za[1],
- brak fonemów ʒ i ǯ (dz i dž), w odróżnieniu od pozostałych gwar zachodniomacedońskich[1],
- zanik fonemu *χ, choć jeszcze w XIX wieku utrzymywało się ono w wygłosie sylaby, np. niχno, zdiχna, niχ, straχ, siromaχ, beχ, dojdoχme, ale nie w nagłosie, np. arno, ubaf, rana, izedoe[6],
- ogólnomacedońskie grupy št, žd przeszły w šč i ž[7],
- wtórną samogłoską w niektórych grupach spółgłoskowych jest o, np. itor, ogon, sedom[8].

W morfologii można wskazać następujące charakterystyczne cechy:
- imiesłów przysłówkowy współczesny typu vikaeḱi, noseeḱi[9],
- końcówka 3. os. l. poj. czasu teraźniejszego -t, np. odit, jadet.